# Amar Kanwar
Pour les articles homonymes, voir Kanwar.
Amar Kanwar, né en 1964 à New Delhi (Inde), est un cinéaste, réalisateur de documentaires, et artiste indien.
À l'aide de films et d'installations vidéo, il aborde des thèmes du présent et de l'histoire du sous-continent indien. En particulier, il se consacre aux guerres indo-pakistanaises résultant de la partition de l'Inde après l'indépendance.
Les œuvres de Kanwar ont été présentées à Cassel dans trois expositions d'art contemporain documenta, la douzième (2007), la {treizième (2012) et la quatorzième (2017).

## Biographie
Amar Kanwar est né à New Delhi où il continue de vivre et de travailler comme cinéaste. Il a étudié au Mass Communication Research Center, Jamia Millia Islamia, et au Département d'histoire, Ramjas College, Université de Delhi. Après avoir réalisé quelques films, il a rejoint en 1988 le People's Science Institute en tant que chercheur sur la sécurité au travail et la santé dans la ceinture houillère du Madhya Pradesh, au centre de l'Inde.
En 1990, Kanwar est retourné au cinéma, et ses films ont ensuite été projetés notamment dans des espaces communautaires, des campagnes publiques et des festivals de films en Inde et à travers le monde. 'A season Outside' (un essai de réflexion sur la violence) est l'un de ses principaux travaux. Il s’agit d’une parabole moderne mettant en scène deux personnages dans une quête silencieuse de vérité.
Les installations et films de Kanwar, à l'esthétique à la fois poétique et documentaire, explorent les aspects économiques, sociaux, politiques et écologiques propres au continent indien, souvent à partir d'histoires vécues. L'expérience personnelle de ce dernier a une grande importance dans ses films .

## Récompenses et distinctions
- Bombay International Documentary, Short and Animation Film Festival 1998 : Golden Conch, catégorie Best Film in Video Competition in Non-Fiction pour A Season Outside
- Film South Asia 2001 : prix du jury pour King of Dreams
- Festival international du film de San Francisco  
  - 1999 : Golden Spire, catégorie Television - The Arts pour A Season Outside 
  - 2002 : Certificate of Merit, catégorie Film & Video - Current Events pour Freedom...!
- Festival international du documentaire de Yamagata : quatre nominations

### Sur l'Internet Movie Database
- (en) Amar Kanwar: Awards, sur l'Internet Movie Database